# Grundig
Grundig AG este o companie germană producătoare de bunuri electronice de larg consum. Compania a fost fondată de Max Grundig la Fürth în 1945. Firma este cunoscută și în legătură cu sistemul de înregistrare video tip Video 2000, dezvoltat împreună cu Philips ca un răspuns european la norma japoneză VHS.
Grundig a fost preluat de firma turcă Beko.
Grundig Business Systems este o societate care s-a desprins de Grundig în 2001 și produce dictafoane.

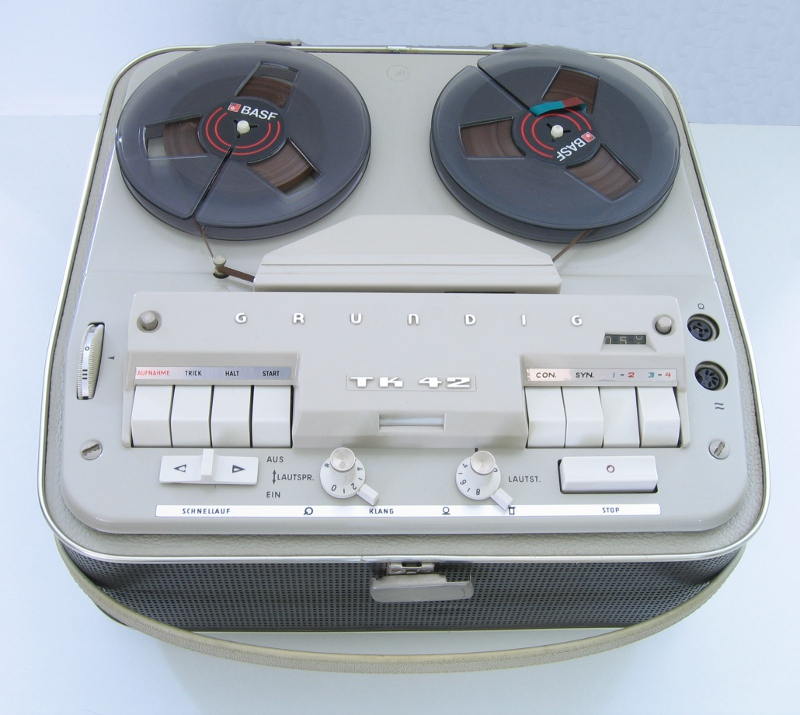
Magnetofon Grundig TK42